# リプレ川口

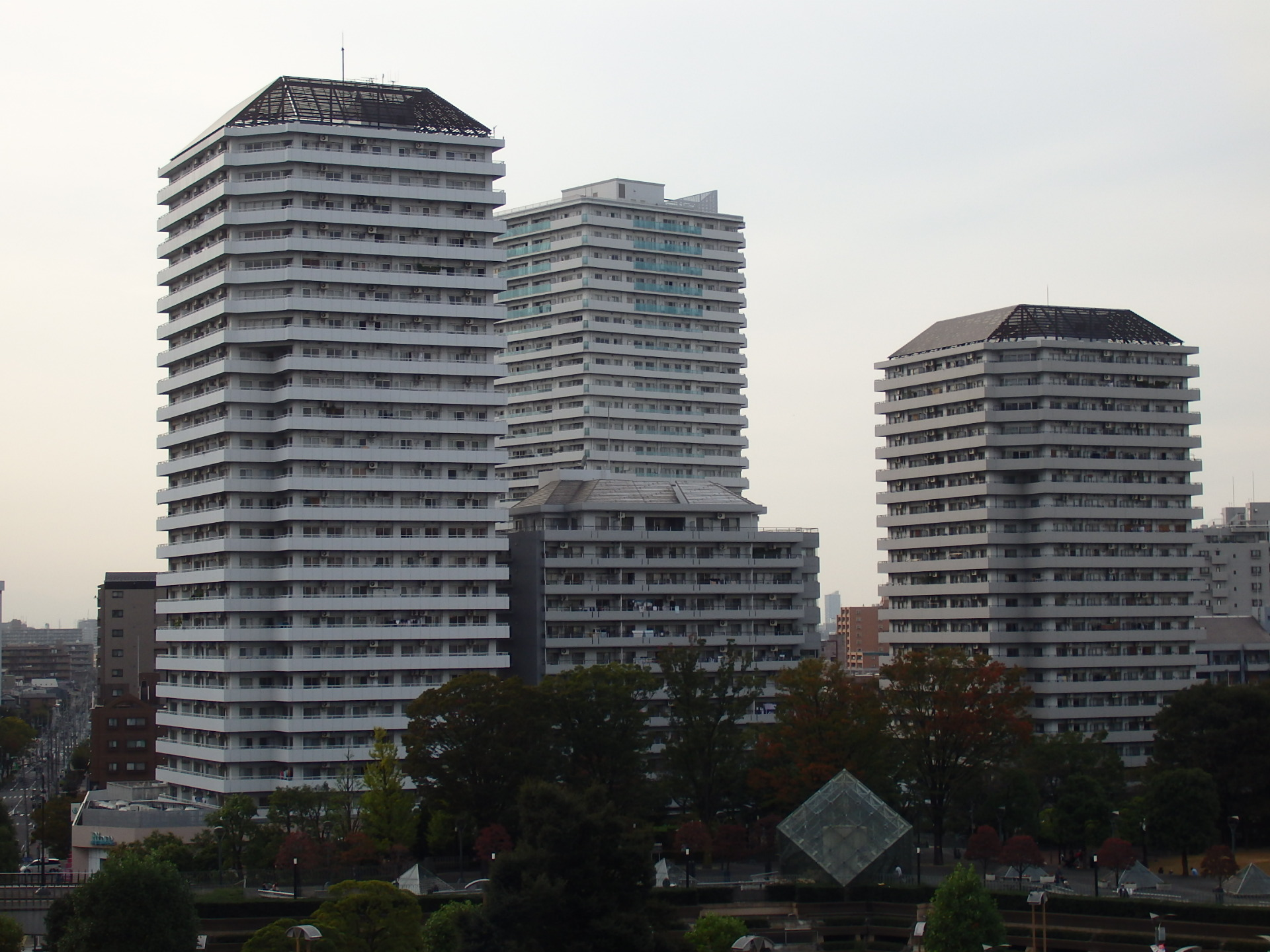
リプレ川口

リプレ川口（リプレかわぐち）は、埼玉県川口市の再開発地区。

## 概要
かつては川口駅西口一帯に通産省の公害資源研究所（現・産業技術総合研究所の一部）があり、その研究所跡地開発に連動して研究所のさらに西側の住宅密集地一帯についても再開発することとなった。都市再生機構が参画する川口駅西口第一種市街地再開発事業として建設された。
北側の一番街には25階建てと20階建ての住宅、南側の二番街には14階建ての住宅が配置された。下層階には商業施設が入居する。

## 沿革
- 1979年（昭和54年） - 公害資源研究所のつくば市移転が開始。
- 1985年（昭和60年） - 都市計画決定。
- 1989年（平成元年）3月 - 着工。
- 1991年（平成3年） - 愛称をリプレに決定。
- 1992年（平成4年） - 竣工。